# Anthème VI de Constantinople
Pour les articles homonymes, voir Anthème.

Anthème VI de Constantinople (en grec Άνθιμος Στ', né en 1782 et mort le 7 décembre 1877) fut patriarche de Constantinople à trois reprises, du 16 décembre 1845 au 30 octobre 1848, puis du 6 octobre 1853 au 3 octobre 1855, enfin du 17 septembre 1871 au 12 octobre 1873.